# Пондоираклија
Пондоираклија (грч. Ποντοηράκλεια) је насељено место у општини Пеонија у периферији Средишња Македонија, Грчка. Према попису из 2021. године било је 527 становника.
Према бугарском географу и историчару, Василу Канчову, у Пондоираклији је 1900. године живело 180 Турака. За време Првог светског рата становништво је принудно исељено јер се у близини налазила линија Солунског фронта. Село је 1920. године имало 57 житеља. Након исељавања и преосталих Турака, насељене су грчке избегличке породице из Турске. На попису из 1928. године Пондоираклија је имала 363 становника. Село се раније звало Ересели.